# هنك هوفلاند
هنك هوفلاند (بالهولندية: Henk Hofland) (و. 1927 – 2016 م) هو كاتب، وصحفي، وكاتب العمود، وكاتب غير روائي من هولندا . ولد في روتردام .

## جوائز وترشيحات
حصل على جوائز منها:
- P. C. Hooft Award (سنة 2011)
- Anne Frank Prize (سنة 1961).